# 구리 협곡

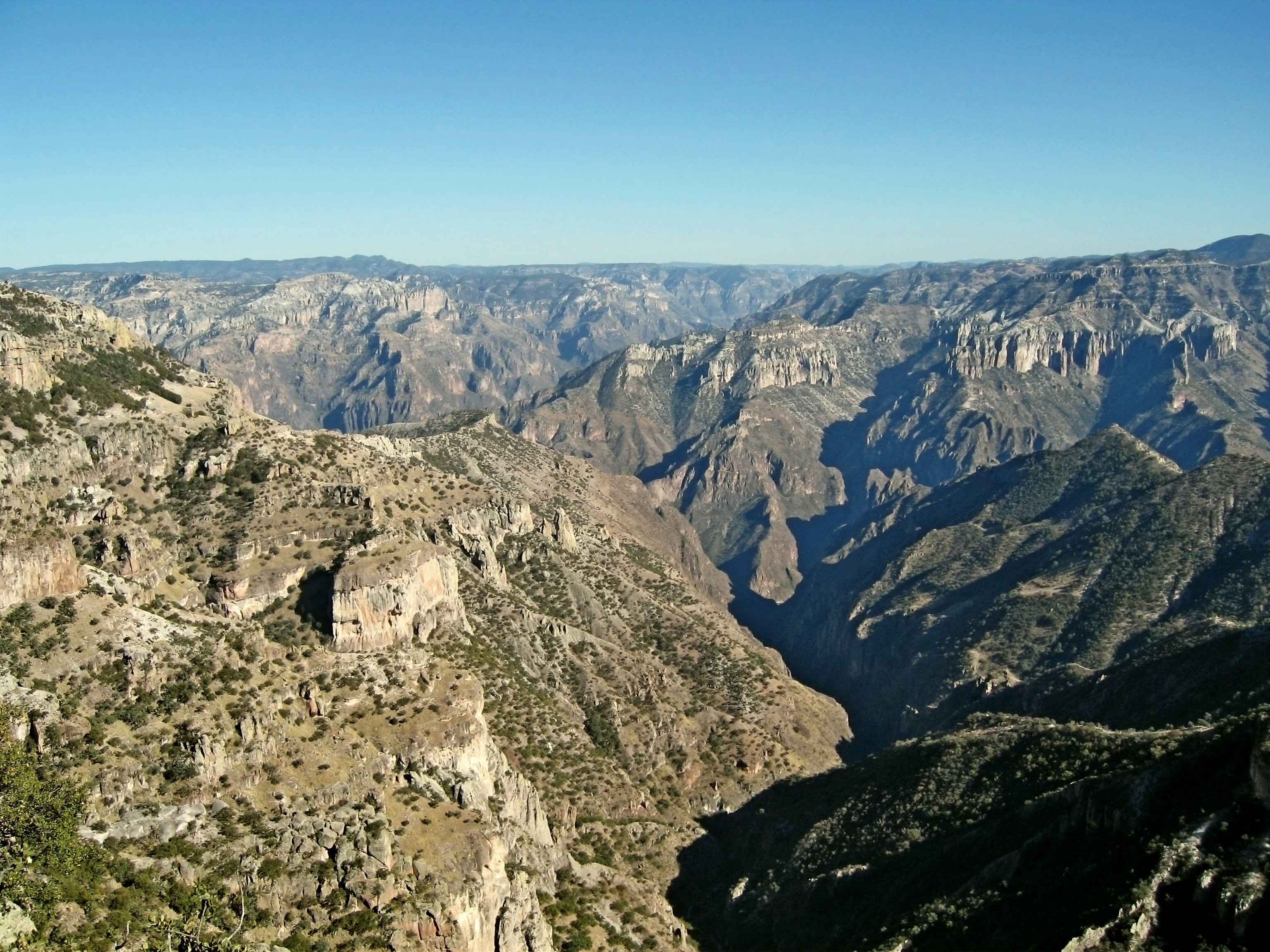
구리 협곡

구리 협곡(Barranca del Cobre)은 멕시코 북부에 위치해 있는 고원 지대로, 그랜드 캐니언과 이어져 있으나 그랜드 캐니언보다 더 규모가 크다. 오래 달리기는 것으로 유명한 라라무리 족이 살고있다.
17세기에 스페인 사람들이 도착해 치와와 구리 협곡에 사는 라라무리 족을 만났다. 그들에게 멕시코는 금과 은을 탐사할 새로운 땅이자 기독교를 전파할 대상이었다. 그들은 라라무리족이 자신을 지칭하는 말을 빌려서 원주민을 ‘타라우마라’라고 불렀다. 이내 원주민이 사는 땅에서 은이 발견되었으며, 일부 원주민은 채광을 위한 노예가 되었다. 라라무리 족은 저항을 하기도 했지만, 큰 성과는 없었으며, 결국 살던 곳을 뺏기고 협곡 절벽으로 내몰렸다.